# Stéphane Cassard
Stéphane Cassard (Montbéliard, 11 novembre 1972) è un allenatore di calcio ed ex calciatore francese, di ruolo portiere.

## Palmarès
- Coppa di Lega francese: 1

Strasburgo: 2004-2005